# Narancsszínű korallgomba
A narancsszínű korallgomba (Ramaria aurea) az Agaricomycetes osztályának Gomphales rendjébe, ezen belül a korallgombafélék (Ramariaceae) családjába tartozó faj.

## Képek

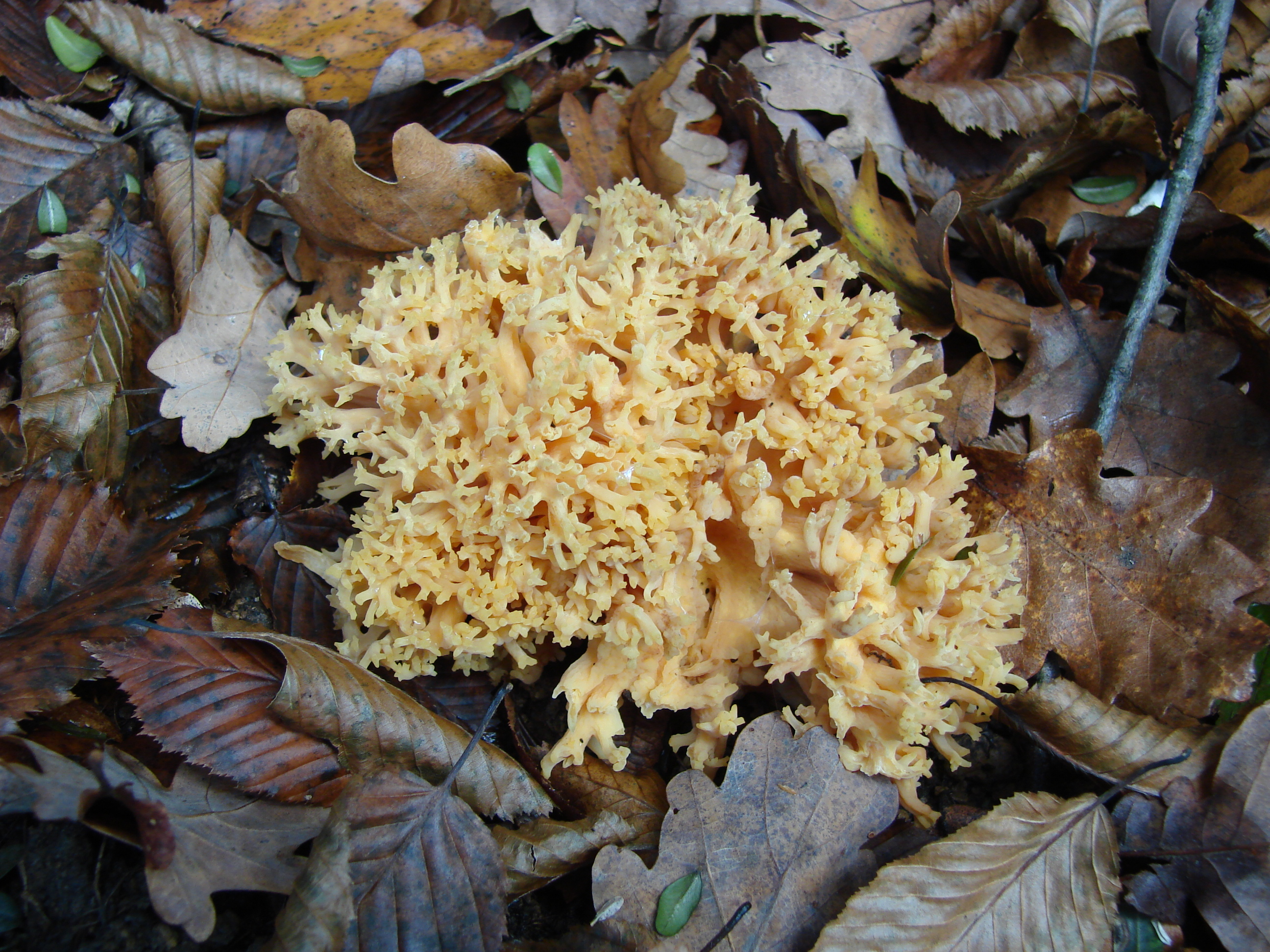
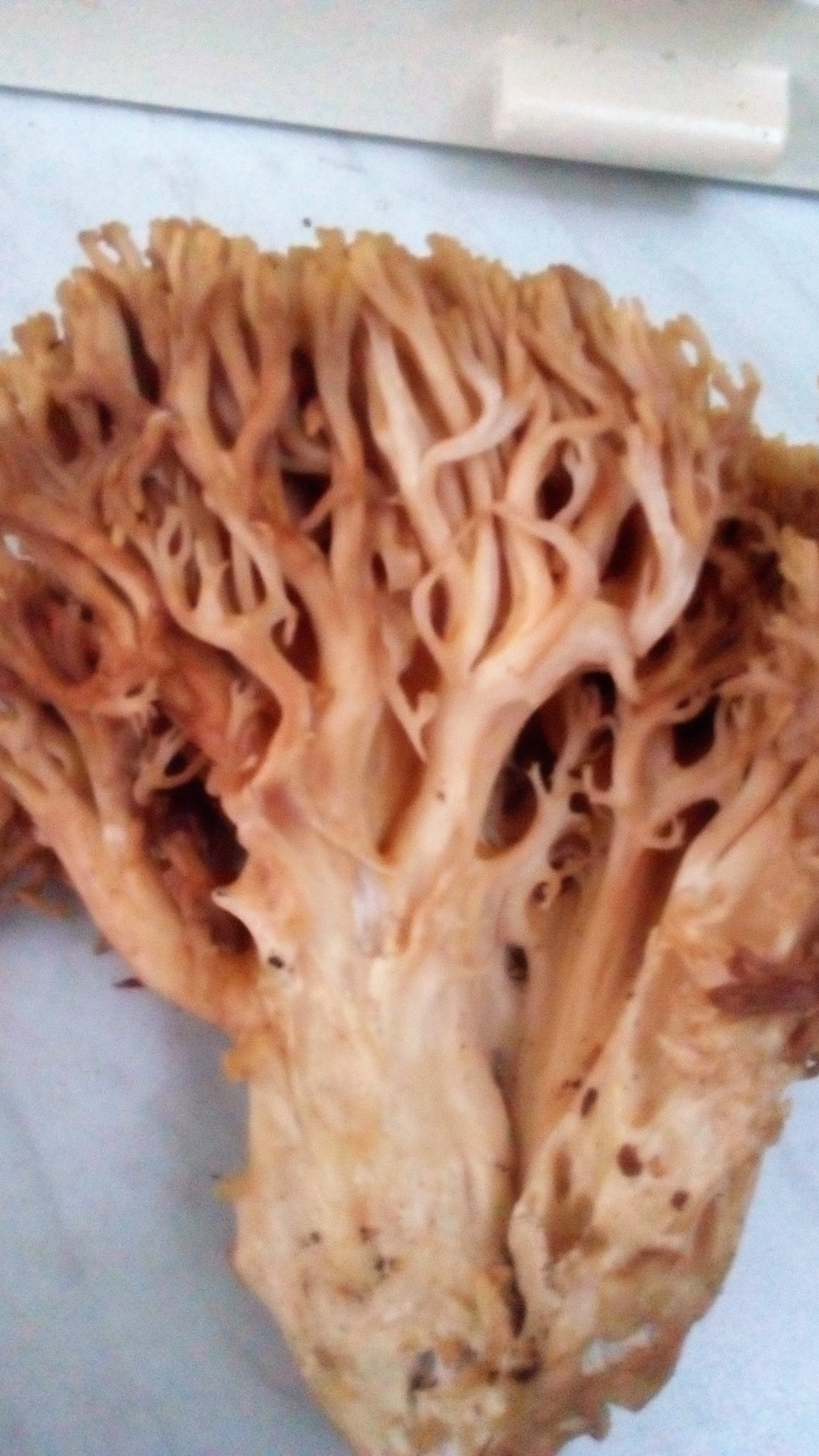
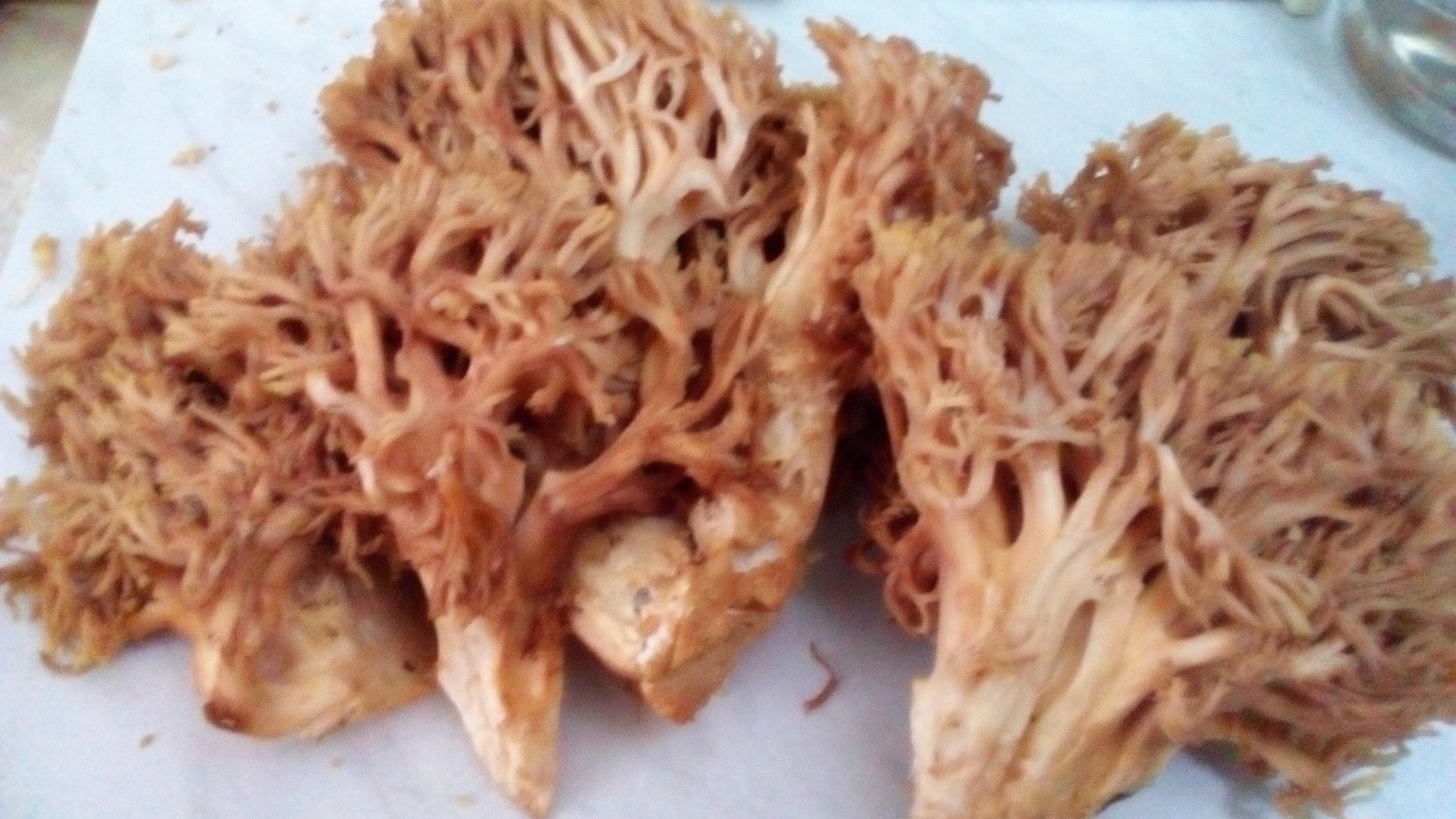
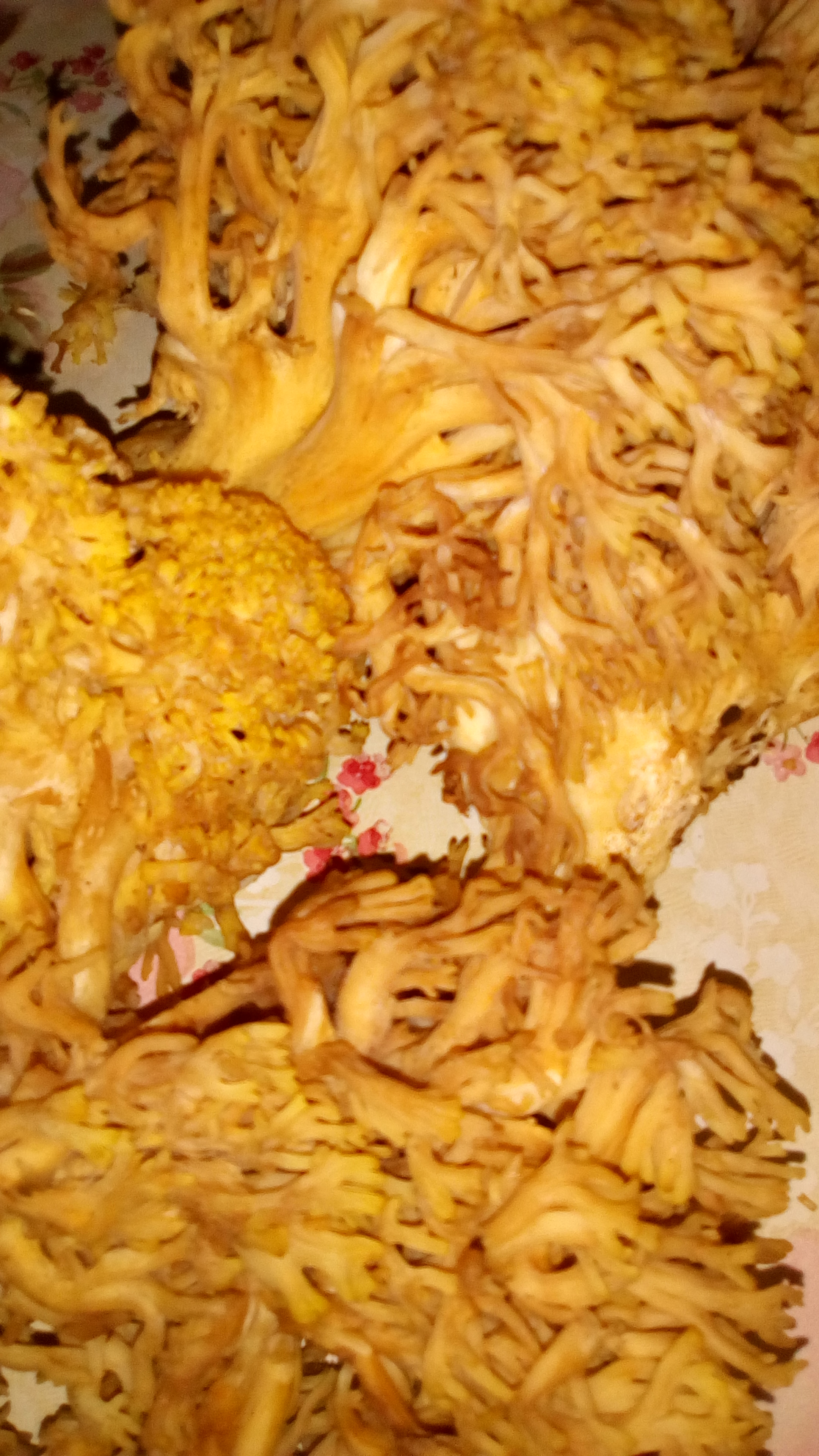
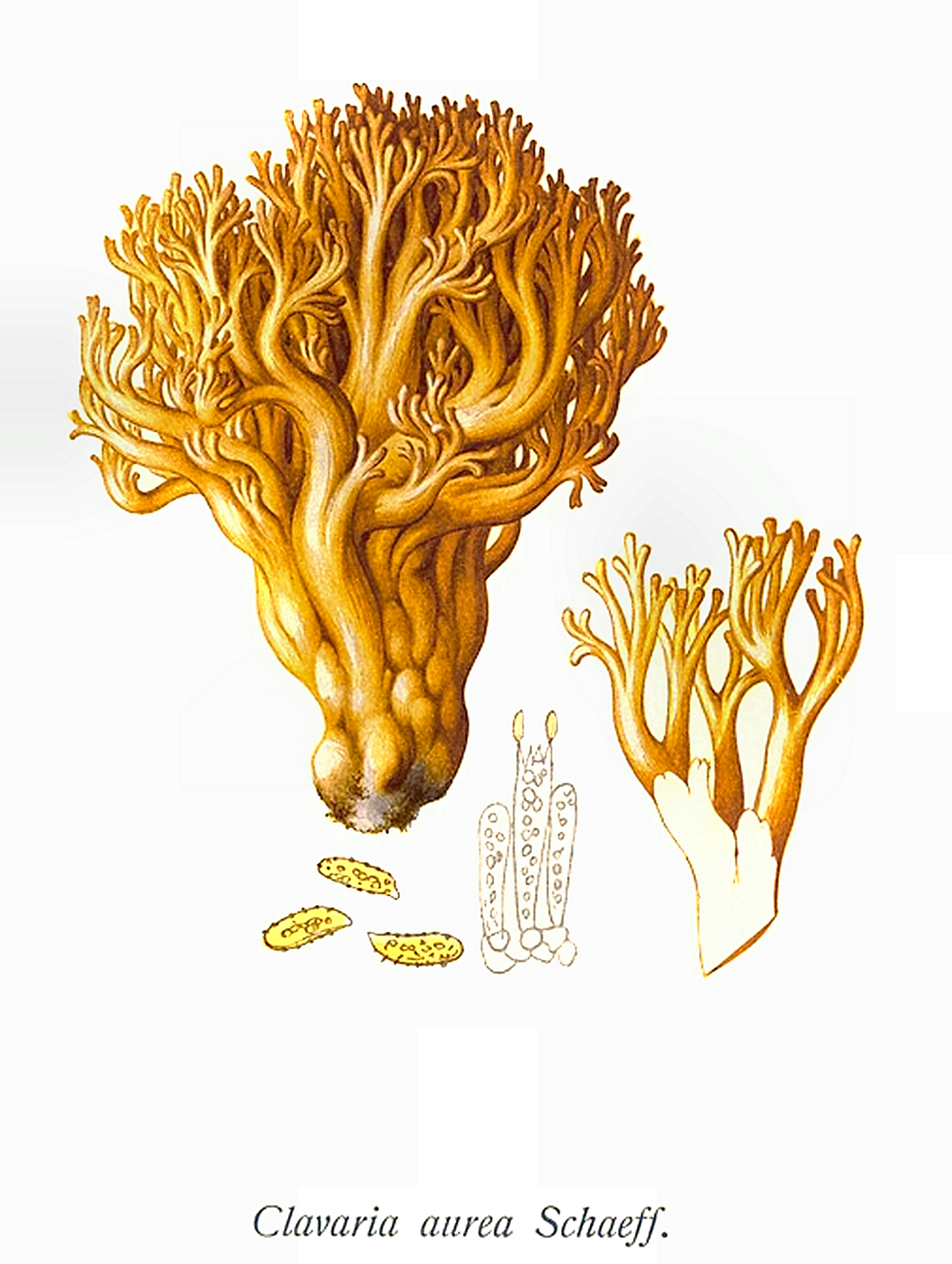

## Előfordulása
A narancsszínű korallgomba előfordulási területe Európa és Észak-Amerika, ahol főleg a fenyvesekben, de ezek hiányában a bükkösökben is megtalálható. Augusztustól - néha júliustól - novemberig terem.

## Megjelenése
A gomba egészben 8-20 centiméter magas és 5-12 centiméter átmérőjű. A sárga tönkjéből többszörösen osztott vastag és cserjére emlékeztető, egyenesen felálló ágacskák nőnek, amelyek többé-kevésbé hengeresek. Az ágakcskák végei is kettéválnak. Fiatalon a színük világító, aranysárga vagy tojássárga, de idősebb korban világos okker tónusúakká válnak. A rövid tönkje csak 3-4 centiméter hosszú és 5-6 centiméter átmérőjű; legalul kifehéredik. A fiatal gombahúsa piszkosfehér és enyhén savanykás; az idősebbé kesernyés.

## Fordítás
- Ez a szócikk részben vagy egészben  a   Ramaria aurea című angol Wikipédia-szócikk ezen változatának fordításán alapul.  Az eredeti cikk szerkesztőit annak laptörténete sorolja fel. Ez a jelzés csupán a megfogalmazás eredetét és a szerzői jogokat jelzi, nem szolgál a cikkben szereplő információk forrásmegjelöléseként.
- Ez a szócikk részben vagy egészben  a   Laba ursului című román Wikipédia-szócikk ezen változatának fordításán alapul.  Az eredeti cikk szerkesztőit annak laptörténete sorolja fel. Ez a jelzés csupán a megfogalmazás eredetét és a szerzői jogokat jelzi, nem szolgál a cikkben szereplő információk forrásmegjelöléseként.